# 아시야가와역
아시야가와역(일본어: 芦屋川駅, あしやがわえき)은 일본 효고현 아시야시에 있는 한큐 전철 고베 본선의 역이다. 역 번호는 HK-10이다.

## 역사
- 1920년 7월 16일: 한신 급행 전철로 한큐 고베 본선 개통과 동시에 개업.
- 1957년: 역사 개축.
- 1995년
  - 1월 17일: 한신・아와지 대지진으로 재해, 영업 정지.
  - 4월 7일: 슈쿠가와 ~ 오카모토 역 구간이 복구되어 이 구간에서 보통 열차의 정기 왕복 운행 개시.
  - 6월 1일: 오카모토 ~ 미카게 역 구간이 복구되어 슈쿠가와 ~ 고베 고속 철도 신카이치 역 구간에서 보통 열차의 정기 왕복 운행 개시.
  - 6월 12일: 각 구간의 복구 공사가 완료되고 고베 선은 전 노선이 개통됨.
- 2013년 12월 21일: 역 번호 도입.

## 역 구조
상대식 승강장 2면 2선의 지상역이다. 승강장은 동쪽에서 아시야 강을 넘고 있다.
역사는 아시야 강 서안에 있고, 개찰구는 역사 1층에 1개소만 있다. 분기기, 절대 신호가 없어 정류장으로 분류된다.

### 승강장
| 남쪽 | ■ 고베 본선 (하행) | 고베 (산노미야)・신카이치・산요 전철선 방면                |
| 북쪽 | ■ 고베 본선 (상행) | 오사카 (우메다)・니시노미야키타구치・교토・다카라즈카 방면 |

## 역 주변
부근 일대는 주택지로 이용되고 있다. 당 역의 남쪽에 있는 JR고베 선의 아시야 역과 한신 본선의 아시야 역과 비교해서 주변의 상업 시설은 부족하다.
개찰구 앞의 남북으로 이어진 도로변에는 한큐 버스의 한큐 아시야 가와 정류소가 설치되어 있다.
- 아시야 강
- 한큐 택시 승강장(역 남쪽)
- 빠세오 아시야
- 로손 아시야가와 역점
- 아시야니시야마 우체국
- 데키스이 미술관
- 다와라 미술관
- 옛 야마무라가 주택(요도코 영빈관)
- 롯코 산 등산로 입구
  - 아시야 록 가든

## 사진

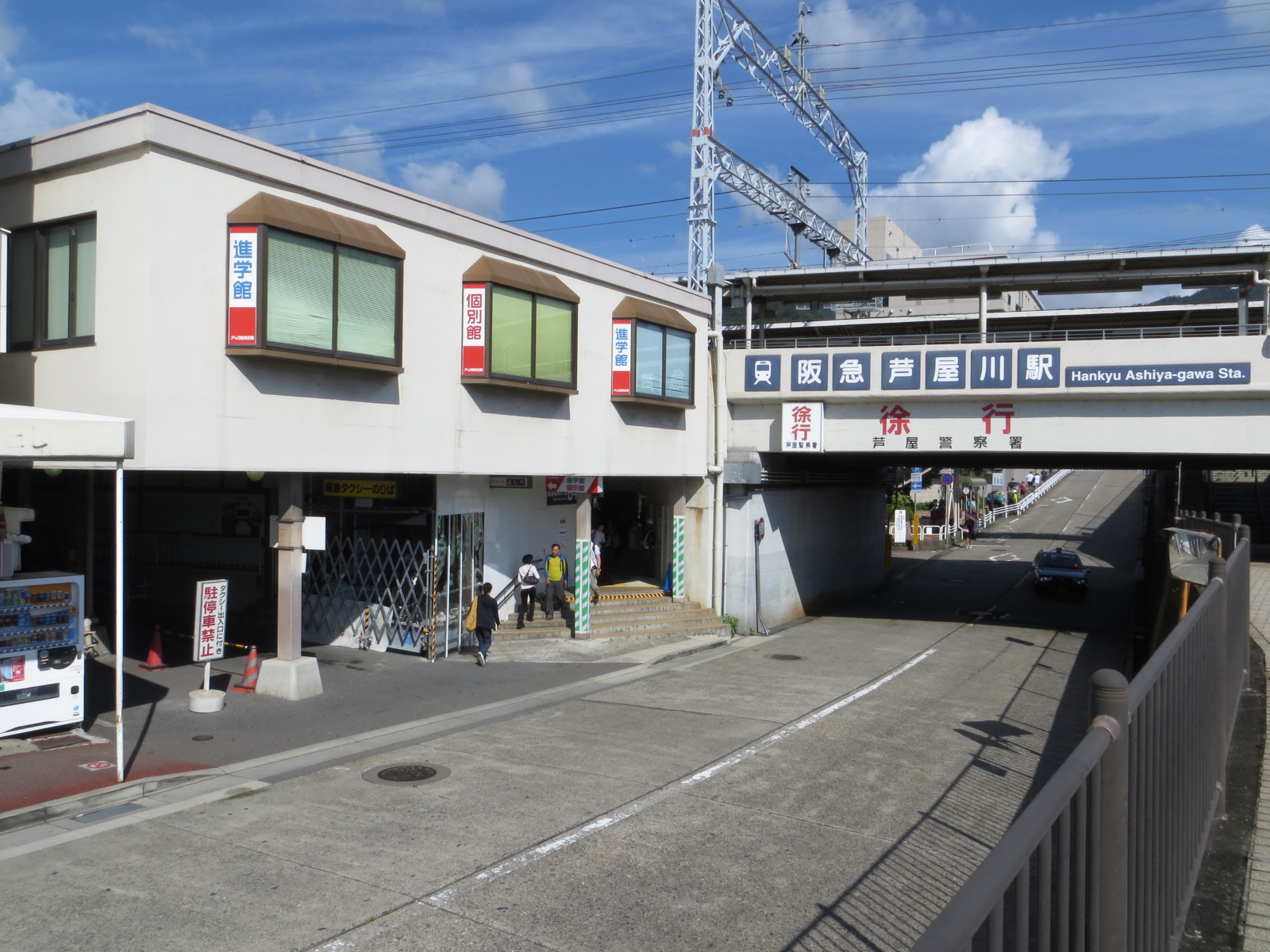
남쪽 역사
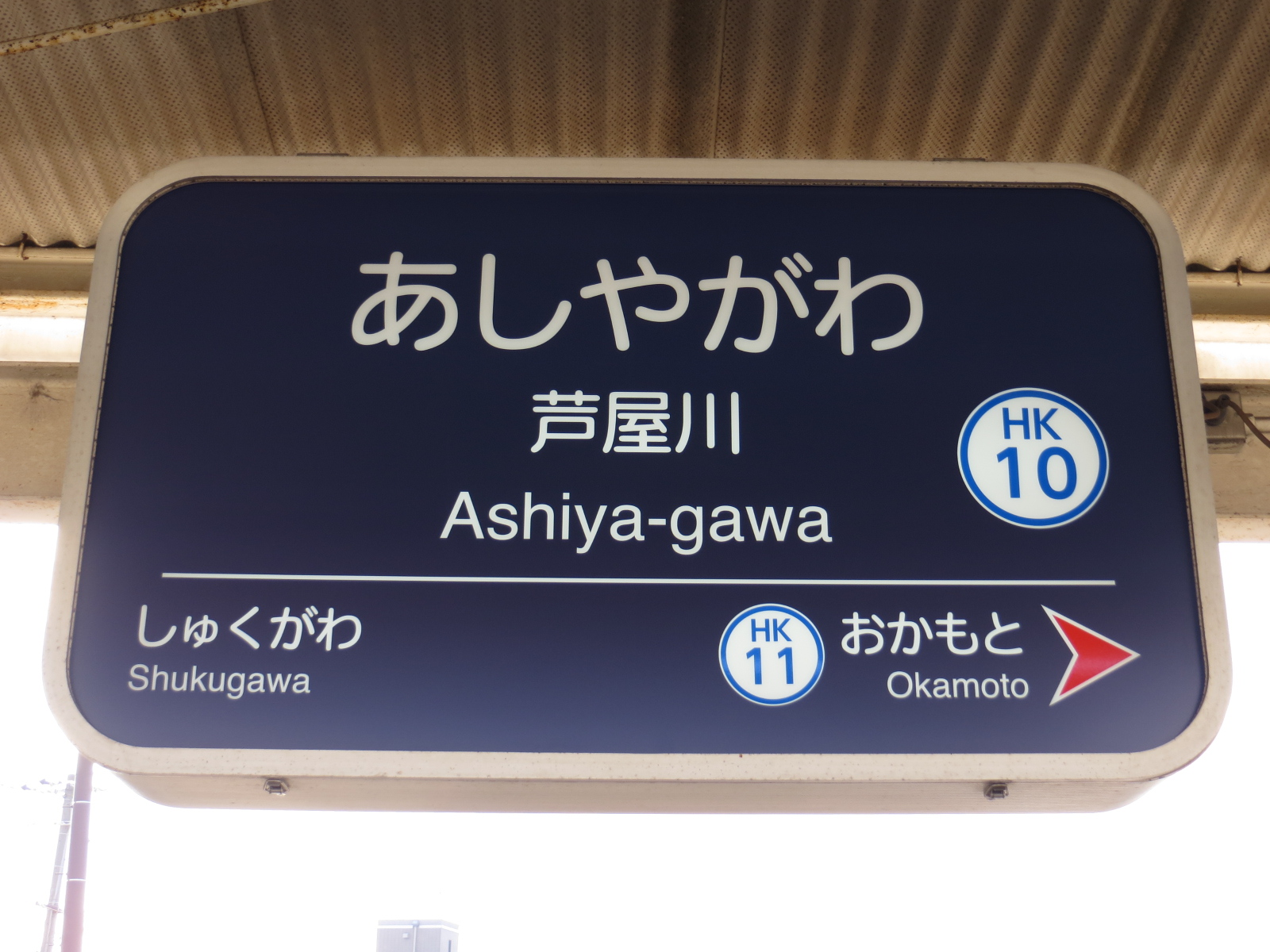
역명판

## 인접역
| 한큐 전철 ■ 고베 본선      | 한큐 전철 ■ 고베 본선    | 한큐 전철 ■ 고베 본선        |
| -------------------------- | ------------------------ | ---------------------------- |
| HK-09 슈쿠가와 우메다 방면 | ■ 급행 ■ 통근급행 ■ 보통 | 오카모토 HK-11 신카이치 방면 |